# Brennende Halde
Eine brennende Halde ist eine Bergehalde (Abraumhalde des Kohlebergbaus) oder Deponie (Müllkippe) mit einem Schwelbrand im Inneren des Haldenkörpers oder mit einem offenen Brand. Diese Brände werden durch entflammbare bzw. brennbare Bestandteile der Haldenbestandteile (des Deponieguts) gespeist. Brennende Halden können entweder einfach erkennbare Rauch- und Gasentwicklung aufweisen oder aber oberflächig unauffällig sein und nur durch Temperatur- und Gasmessungen erkannt werden.

## Abraumhalden
Bei den Bergehalden aus dem Steinkohlenbergbau beträgt z. B. der Anteil der Restkohle bis zu 20 Prozent, so dass durch Selbstentzündung (Kohle unter Druck in Kontakt mit Luftsauerstoff) schwelende Brände möglich sind, deren Glutnester Temperaturen von über 500 °C erreichen. In der Halde Rheinelbe wurden 400 °C gemessen. Die sich immer weiter selbst entzündenden Brände können abhängig vom Materialvorrat ähnlich wie bei Kohleflözbränden über 100 Jahre andauern. Dabei werden teilweise auch giftige Schwelgase frei. Hangrutschungen und Deckeneinbrüche sind möglich. Bei Löschversuchen kann es zu Verpuffungen und Explosionen kommen. Oft sind diese Löschungen nur von kurzem Erfolg oder gänzlich zwecklos. Eine geothermische Nutzung wurde von 2008 bis 2013 Rahmen eines Pilotprojekts untersucht. Dabei konnte allerdings nicht genug Energie gewonnen werden, um ein Nutzung wirtschaftlich sinnvoll zu machen.

## Brennende Halden in Deutschland

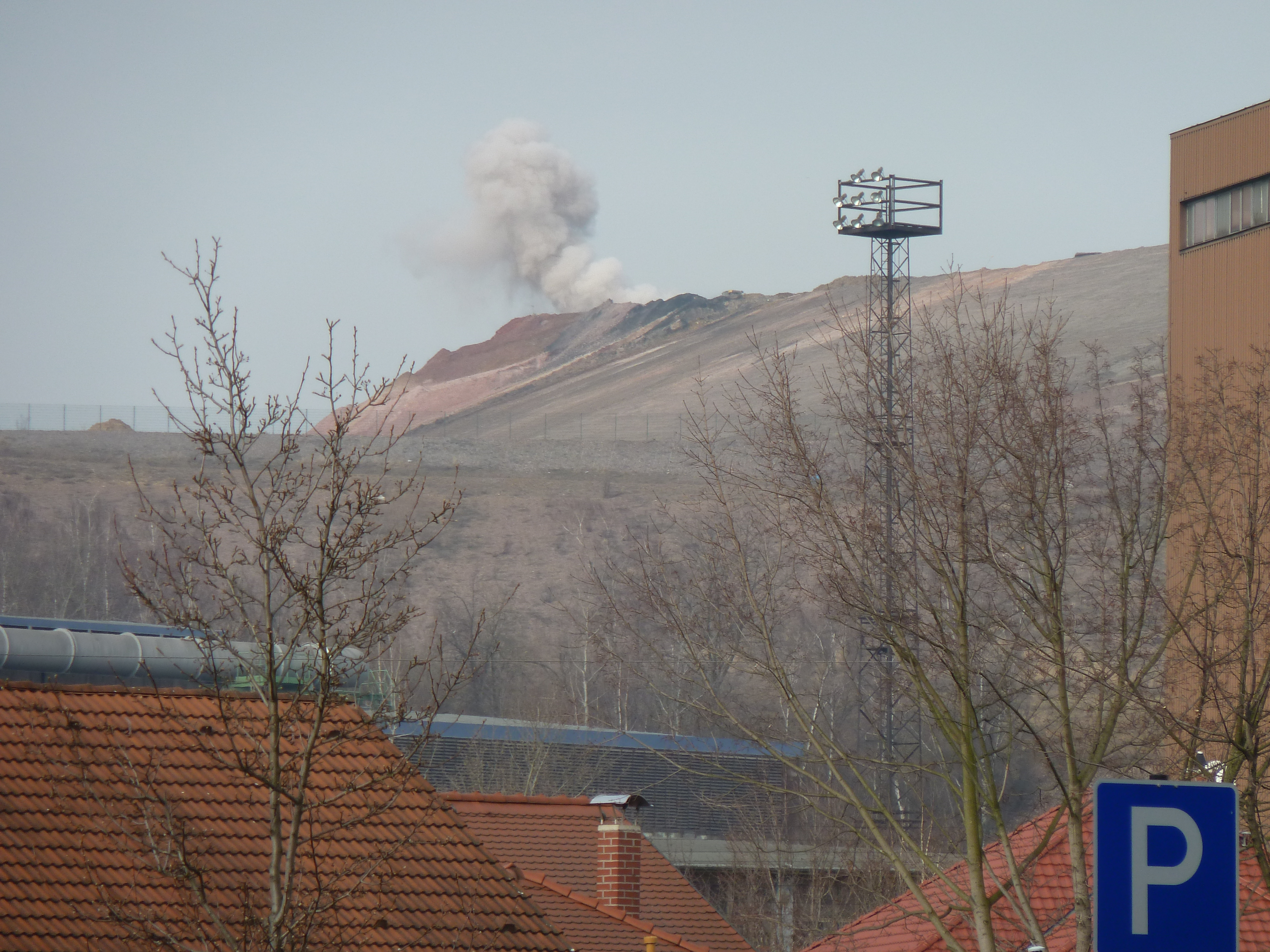
Brennende Carolaschachthalde in Freital (2014)

Zu den brennenden Halden zählen mindestens sechs der Halden im Ruhrgebiet.
- Halde Rheinelbe in Gelsenkirchen
- Halde Rungenberg in Gelsenkirchen
- Halde Preußen in Lünen
- Halde Graf Moltke in Gladbeck
- Halde Norddeutschland in Neukirchen-Vluyn
- Halde Wehofen-Ost in Dinslaken

Brennende Halden gibt es darüber hinaus aber auch in allen anderen Steinkohlerevieren.
- Halde Anna 1, Alsdorf (Richtung Würselen)[5]
- Halde des Deutschlandschachtes, Oelsnitz/Erzgeb.
- Halde des Königin-Carola-Schachtes, Freital

Nach § 321 Abs. 12 der Bergverordnung für die Steinkohlenbergwerke (BVOSt) dürfen in Nordrhein-Westfalen brennende oder schwelende Halden ohne Ausnahmegenehmigung nicht abgetragen werden.
Bei den Temperaturen entstehen besondere Minerale, die hier erst entdeckt wurden. Auf der Halde des Königin-Carola-Schachtes in Freital sind die ein Zentimeter großen Salmiak-Kristalle bekannt geworden.